# Sociala förhållanden i den brittiska armén 1750-1815
Sociala förhållanden i den brittiska armén 1750-1815 behandlar befälsstruktur, karriärvägar och befälets klasstillhörighet i den brittiska armén från mitten av sjuttonhundratalet till Napoleonkrigens slut. Den brittiska armén var en värvad armé. De flesta soldater var unga män från de lägsta samhällsklasserna som inte kunde finna sin försörjning på den civila arbetsmarknaden. Underofficerarna utgjordes av befordrade soldater från manskapsklassen och delade därför deras sociala bakgrund. Läskunnighet var ett grundläggande krav och för högre underofficerstjänster krävdes även skriv- och räknekunnighet. Ungefär tio procent av officerskåren utgjordes av befordrade underofficerare, men de flesta officerare kom från de högre samhällsklasserna. Aristokratin och gentryn var överrepresenterade i de högsta graderna, men de flesta officerare kom från en bakgrund av mindre jordägare eller var söner till präster, advokater, läkare eller framgångsrika köpmän. Ackordssystemet var den mekanism som möjliggjorde den sociala sorteringen inom officerskåren.

## Arméns struktur
Den tidigmoderna brittiska armén bestod av två i fredstid och i hemlandet skilda beståndsdelar. Den egentliga armén lydde under krigsministern (War Office) som politisk och överbefälhavaren (Horse Guards) som militär chef. Dess viktigaste truppslag var infanteriet och kavalleriet. Artilleriet och fortifikationen däremot lydde under Board of Ordnance, med generalfälttygmästaren som högste politiske och militäre chef. Dessa båda element skiljde sig inte bara åt genom uniformsfärgen utan även genom inre organisation, tjänstegrader, befordran, utbildning, underhållstjänst, sjukvårdstjänst, transportväsende, materielförsörjning och budget.  Det var först i fält som ett gemensamt överbefäl upprättades. Till Irlands förening med Storbritannien 1801 var armén också delad på en brittisk och en irländsk stat. Den brittiska staten var finansierad genom brittiska skatter och hade en budget fastställd av det brittiska parlamentet, den irländska staten bekostades av irländska skatter med en budget fastställd av den brittiska regeringen. Den irländska staten lydde under vicekungen på Irland och hans militära stab, inte under War Office eller Horse Guards. Vicekungen hade också en egen fälttygmästare och ett särskilt irländskt artilleri. Den irländska staten var ingen egen irländsk armé, även om dess trupper normalt var stationerade på Irland. Regementena flyttades fritt mellan de olika staterna och var löpande numrerade oavsett vilken stat de tillhörde. I början på artonhundratalet fanns det 13 140 officerare i den egentliga armén, 929 i artilleriet och 206 i fortifikationen. Den egentliga armén hade 181 000 underofficerare och manskap, medan artilleriet hade 12 500.

## Manskap

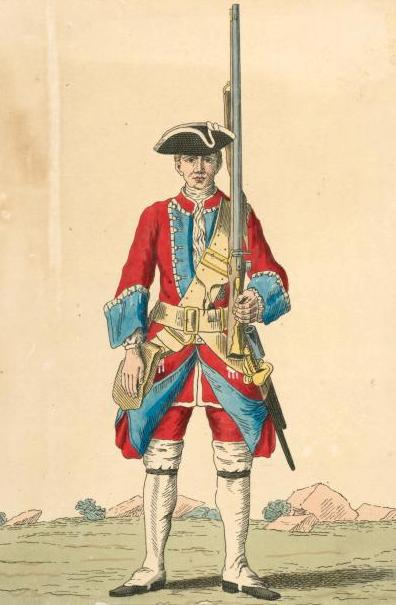
Kostnaderna för den brittiska soldatens uniform drogs från hans lön.

Den brittiska armén rekryterades genom värvning. Manskapet anställdes i princip på livstid, vilket i praktiken var 25 års tjänst om soldaten inte dog eller sårades innan. Kortare värvningstider kunde erbjudas vid krig för att göra tjänsten mer attraktiv. Det var en ständig brist på män som ville låta värva sig. Tvångsvärvning av lösdrivare påbjöds också ofta under krig.  Under napoleonkrigen inkallades den utskrivna milisen till ständig tjänstgöring, men milisen fick inte föras ut ur det egna landet, och myndigheterna försökte förmå milismännen att ta värvning i armén. Under en period skrevs också soldater ut till en reservarmé, vars egentliga syfte var att utgöra rekryteringsunderlag för den värvade armén, men det var politiskt impopulär och systemet avskaffades efter tre år.  Under napoleonkrigen rekryterades utlänningar, framför allt den brittiske kungens hannoveranska undersåtar, men även av andra tyskar samt schweizare och rojalistiska fransmän, till särskilda främlingsregementen. Sedan 1701 var det förbjudet att värva både katolska och protestantiska irländare till regementen på irländsk stat. Detta gällde dock inte protestantiska officerare och i slutet av sjuttonhundratalet var 1/3 av officerarna vid de irländska regementena irländska protestanter. Ett formellt förbud mot att rekrytera katoliker fanns även för regementen på brittisk stat. Det upphävdes i praktiken 1771 och 1775 tilläts även regementen på irländsk stat att värva både protestantiska och katolska irländare. Det var inte heller tillåtet att värva lärlingar, kontraktstjänare eller kolgruvearbetare medan sjömän var reserverade för flottans behov.
Soldatlivets strapatser, usla avlöningsförhållanden och manskapets låga samhällsställning gjorde att leden fylldes med människor drivna av utarmning eller dryckenskap att ta värvning som en sista utväg.  Samtida samhällsanalytiker placerade det militära manskapet på samhällets botten, under grovarbetare, men över fattighjon och lösdrivare. De flesta som tog värvning var unga män och nästan alltid ogifta. Äldre och gifta arbetare hade hopp om en viss stabilitet i sin tillvaro, men för unga dagkarlar på landsbygden var arbetsmarknaden osäker. Som bäst kunde de hoppas att bli anställda som drängar för ett helt eller halvt års tid. En socialhistorisk analys av brittiska trupper som fanns i Nordamerika under Sjuårskriget visar att skottar och irländare var överrepresenterade bland manskapet. Yrkesmässigt hade 30-35 % varit dagkarlar och grovarbetare, 17-18 % handvävare, 7-9 % skomakare och 5-6 % skräddare innan soldattiden. Övriga hade haft diverse andra yrken från gruvarbetare till hantverkare.
En analys av den sociala bakgrunden hos de brittiska soldater som var stationerade i Nordamerika under det amerikanska frihetskriget visar att fanns ett klart samband mellan rekryteringsmönster och de regionala ekonomiska förutsättningarna i Storbritannien. Områden som var särskilt känsliga för konjunktursvängningar hade en hög andel rekryter. De flesta rekryter var permanent eller tillfälligt satta utanför arbetsmarknaden på grund av de strukturella förändringar i den brittiska ekonomin som var ett resultat av den industriella revolutionen. 20 % av rekryterna hade varit textilarbetare eller haft någon annan anknytning till textilindustrin. Bland rekryter med en hantverksbakgrund dominerade de yrken som främst drabbades av industrialiseringen, som skomakare. Även från yrken med säsongsmässiga toppar och bottnar, som murare och stenhuggare, fanns det många rekryter. Grovarbetare och lantarbetare var en annan grupp som var väl representerad bland de brittiska soldaterna i Amerika. Från socialt och ekonomiskt stabila arbetarklassyrken, som gruvarbetare, bruksarbetare och spiksmeder, var det däremot väldigt få som blev soldater.

## Underofficerare

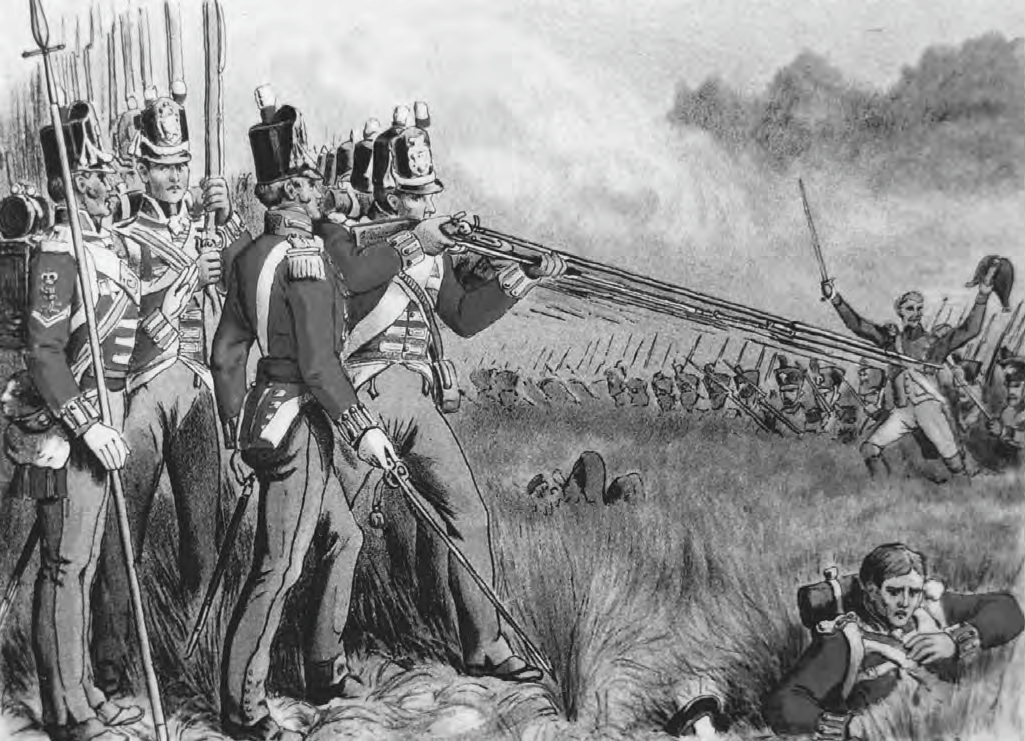
Brittiskt infanteri i strid. Till vänster en fanjunkare med sponton.

Den brittiska arméns underofficerare utgjordes av korpraler och sergeanter. Förutom det direkta ledarskapet över de meniga soldaterna överlät officerskåren gärna de administrativa rutinuppgifterna på underofficerarna. Högre underofficerstjänster som fanjunkare (Colour Sergeant) - införd 1813 som belöning för förtjänta underofficerare - och bataljonsadjutant (Sergeant Major) var egentligen inte grader, utan befattningar. Bataljonsadjutantbefattningen var underofficerskarriärens höjdpunkt vars ställning utmärktes av en officersliknande uniform. Urvalet till denna befattning grundades på förmåga som exercisinstruktör, men var i lika hög grad beroende av skriv- och räknekunnighet. Något särskilt mönster för underofficersbefordran framträder inte. Läskunnighet var ett grundläggande krav och förvånansvärt många befordrades till sergeanter efter bara ett års tjänstgöring. Vid kavalleriet var förhållandena något annorlunda. Fram till 1810 fanns det en kvartermästare (Troop-Quartermaster) vid varje kompani. Denna tjänst intog en mellanställning mellan officer och underofficer. Under sjuttonhundratalet började den att i allt högre grad betraktas som något som var lämpligt för befordrade underofficerare. Trots detta så var graden attraktiv för fattiga unga gentlemän som hoppades kunna nå officersgraden utan officersackord. Ackord betalades dock ibland även för denna grad, även om Georg II var tveksam till att befordra dessa kvartermästare till högre grader. Underofficerarnas sociala ambitioner återspeglades av att det ofta var äldre underofficerarna som var de ledande i de frimurarloger som intog en framstående plats i många regementens sociala liv. Senare under artonhundratalet inskränktes medlemskapet till de som varit frimurare före det militära.

## Befordrade underofficerare
Det var förvånansvärt många underofficerare som blev befordrade till officerare under denna tidsperiod. Ungefär tio procent av officerskåren hade först tjänat som underofficerare. Det var fler än efter napoleonkrigen då officerskåren började få karaktär av en sluten social kast. De underofficerare som blev officerare kan sammanfattas som tillhörande tre olika kategorier. För det första var det gamla och erfarna underofficerare vilka befordrades för att få kompetenta truppkarlar eller administratörer. Denna kategori var kanske den från vilket de flesta befordrade underofficerare kom. Regementsadjutanter var ofta befordrade underofficerare. Vid slutet av sjuttonhundratalet kom regementskvartermästarna uteslutande från denna kategori, med åtföljande social stigmatisering. Särskilt duktiga underofficerare kunde också bli subalternofficerare, vid behov blev de befordrade direkt till löjtnanter utan att först ha varit fänrikar. De flesta av dessa befordrade underofficerare hade en lång tjänstgöringstid bakom sig och hade svårt att nå högre officersgrader. En annan kategori av befordrade underofficerare var de som fick officersgraden på grund av visad utomordentlig tapperhet i strid. En tredje kategori var volontärer, unga män vilka kom från samma sociala bakgrund som de flesta officerare men som saknade det kapital eller de förbindelser som krävdes för att få en normal officersutnämning. De tog värvning som volontärer med hopp om att kunna bli officerare utan att behöva betala för ett officersackord.

## Officerare

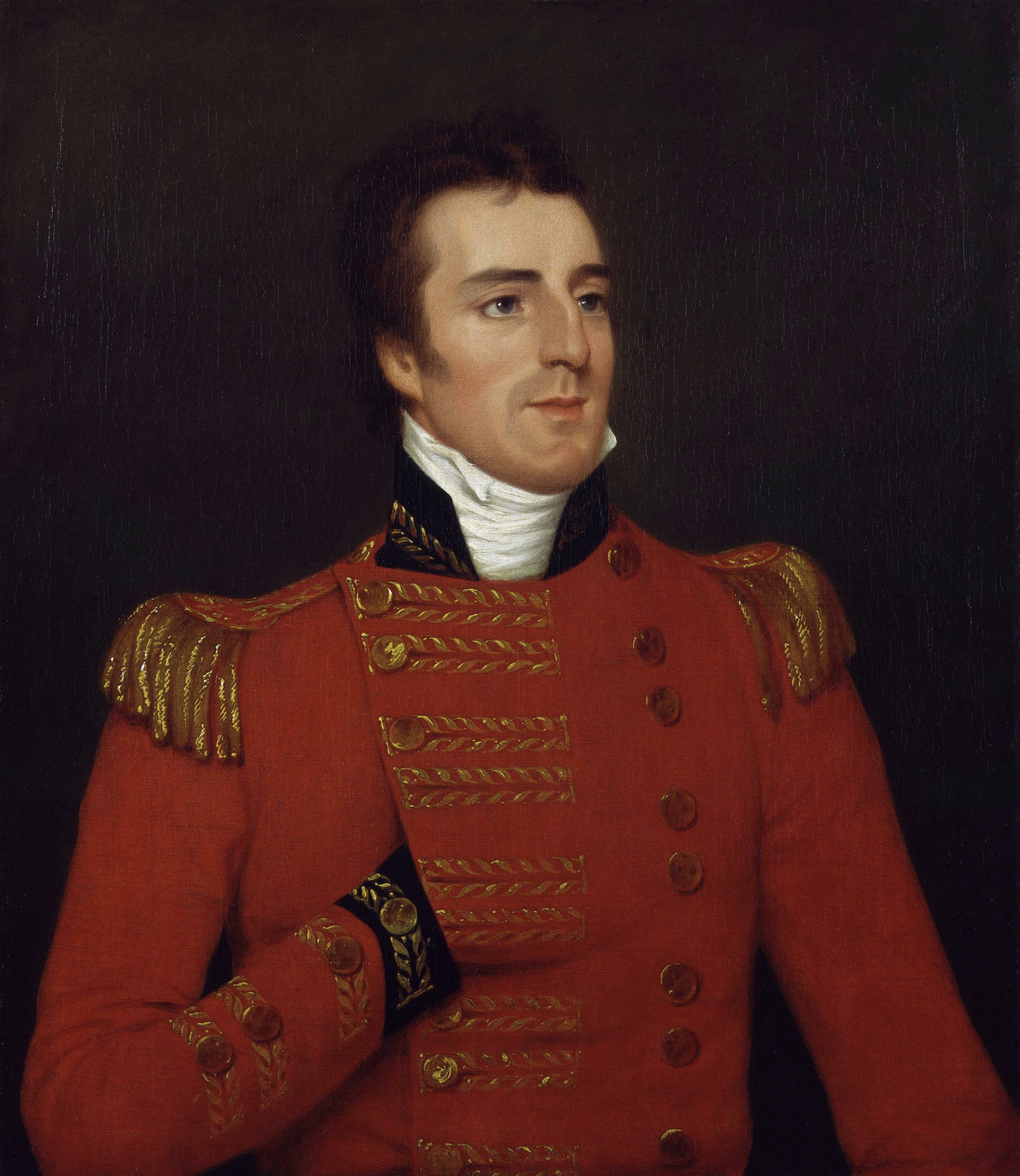
Arthur Wellesley - sedermera hertig av Wellington - blev överste vid 27 års ålder och är ett exempel på aristokratins söner företräde till de högre officersgraderna.

Grundförutsättningarna för att bli officer var i teorin väldigt enkla. Den blivande officeren måste ha fyllt 16 men inte 21 år, kunna läsa och skriva samt kunna visa ett rekommendationsbrev från en officer med lägst majors grad. För befordrade underofficerare gavs ett undantag för ålderskravet. För att bli officer i den egentliga armén behövdes i praktiken börd, pengar eller beskydd, men någon formell militär utbildning krävdes inte.  En krigsskola för armén fanns sedan 1801 i Sandhurst, men examen därifrån var inte ett krav för att bli officer.  Två tredjedelar av alla officersfullmakter i infanteriet och kavalleriet förvärvades genom att ett ackord betalades till den tidigare fullmaktsinnehavaren. En tredjedel förvärvades utan ackord. Det kunde ske på grund av lång och trogen tjänst i närmaste lägre grad, genom beskydd från höga personligheter eller vid befordran av förtjänta underofficerare. För att bli officer vid artilleriet och fortifikationen krävdes en formell militär utbildning, från 1741 vid krigsskolan i Woolwich. Kurstiden var inte fastställd, men efter vanligen 18-24 månaders studier avlade kadetten en examen och om han blev godkänd och det fanns en ledig tjänst blev han befordrad till lägsta officersgraden. De med bäst betyg gick till fortifikationen, övriga till artilleriet. Det fanns inget ackordssystem vid dessa truppslag och nästan all vidare befordran ägde rum efter en strikt tjänsteåldersprincip. Karriären var därför mycket långsam och då det dessutom saknades ett pensionssystem – eller ett ackord att överlåta – tenderade artillerister och fortifikatörer att vara i tjänst mycket länge, även som överåriga och fälttjänstodugliga, vilket i sin tur negativt påverkade befordringsutsikterna för de yngre officerarna.
Ackordssystemet var nära knutet till det politiska systemet och whigpartiets politiska dominans. Det ansågs garantera att arméofficerarna identifierade sig med samhällseliten och att armén inte uppträdde som en självständig politisk kraft i kungamaktens eller sitt eget intresse. Ackordssystemet hade återinförts efter restaurationen 1660 och systemet behölls ända till 1871. Under sjuttonhundratalet försökte kronan reglera systemet och vid mitten av århundradet var ackord för överstetjänster avskaffade och befordran till denna och högre grader låg nu helt i kronans händer. Mindre framgångsrikt var olika försök att bestämma ackordsprisernas storlek eller att införa en reglerad befordringsgång. Den som hade pengar och de rätta kontakterna kunde fortfarande vinna befordran till överstelöjtnant inom några månader efter att de hade blivit fänrikar. Inte heller lyckades man förhindra underåriga från att bli officerare. Det var först när George III:s favoritson, hertigen av York, blev överbefälhavare i slutet av sjuttonhundratalet, som ett regelverk vilket efterlevdes kunde införas. Då krävdes två års tjänst som subaltern innan kaptensbefordran och sex års tjänst som kompaniofficer innan regementsofficersbefordran. Regementschefens godkännande var också nödvändig. En officer hade rätt till befordran inom regementet efter tjänsteålder och kunde bara överhoppas ifall han inte kunde erlägga ackordet. Fanns ingen vid regementet som kunde betala det ackord som krävdes, kunde någon från ett annat regemente få transport och befordran, vilket gynnade de med pengar och kontakter vid Horse Guards. När någon dog i tjänsten förlorade arvingarna ackordsrätten och befordran kunde ske till den avlidnes tjänst utan avgift. Krigsförluster gav därför upphov till bättre befordringschanser för förtjänta men obemedlade officerare. Sådan befordran skedde efter strikt tjänsteåldersberäkning. Det var därför svårt men inte omöjligt att gradvis vinna högre befordran enbart på grund av anciennitet.
Infanteriets och kavalleriets officerare rekryterades från ett ganska brett socialt spektrum. Socialt dominerande var de officerare som hade en bakgrund i aristokratin eller bland större jordägare - gentryn. De utgjorde ungefär en fjärdedel av alla officerare under sjuttonhundratalet, men stod för hälften av överstarna och generalspersonerna. Numerärt dominerande – uppemot hälften av alla– var de officerare som var söner till mindre jordägare eller till präster, eller som kom från sidogrenar till bättre familjer inom handeln eller professionerna. Många officerssöner, däribland åtskilliga med en hugenottisk bakgrund, blev också officerare. Bägge de sistnämnda kategorierna saknade den sociala ställning, den ekonomiska säkerhet och de kontakter som de stora jordägarnas söner hade och deras befordran var därför i motsvarande mån långsammare och beroende av beskydd från överordnade från aristokratin. De befordrade underofficerarna nådde sällan högre än subalternofficersgraderna.  Majoriteten av arméofficerarna var kompetenta yrkesofficerare med lång tjänstgöringstid vilka var beroende av sin lön för att kunna försörja sig. Undantaget utgjordes av de med en högre börd vilka vunnit snabbare befordran. Kraven på en ståndsmässig livsföring gjorde dock att levnadskostnaderna ofta översteg löneinkomsterna, med ständiga penningproblem och skuldsättning som följd.